# 岡部洋一 (音楽家)
岡部 洋一（おかべ よういち、1962年1月12日 - ）は、日本のパーカッション演奏者。東京都江東区出身。早稲田大学卒業。

## 人物
高校時代からパーカッションの演奏を始め、早稲田大学在学中にラテン音楽やロックのサークルに出入り、プロとしての活動を開始。歌謡曲のバックバンドや、ブラジル音楽、ジャズなど幅広く演奏する。
現在、トランス・ロックバンド「ROVO」・プログレッシブ・ジャズ・ロックバンド「Bondage Fruit」、16人編成のブラス・ロックバンド「THE THRILL」などで活動。